# Efter loven
Efter loven er en tysk stumfilm fra 1919 af Willy Grunwald.

## Medvirkende
- Georgine Sobjeska - Widow Waler
- Asta Nielsen - Sonja Waler
- Otz Tollen - Erich Waler
- Theodor Loos - Albert Holm
- Fritz Hartwig - Arthur Wolf
- Willy Kaiser-Heyl - Wedel
- Henri Peters-Arnolds
- Guido Herzfeld as Heere - Loan Shark
- Bernhard Goetzke